# I Am a Hero
I Am a Hero (アイアムアヒーロー Aiamuahīrō?) es un manga escrito y dibujado por el autor japonés Kengo Hanazawa, publicado en la revista Big Comic Spirits, propiedad de la editora Shōgakukan, desde agosto de 2009, y ha sido reunido en total 22 tomos debido a esto fue  nominado en la tercera, cuarta y quinta edición de los premios Manga Taishō.
En España ha sido editado por Norma Editorial, apareciendo el primer volumen en mayo de 2013. En México fue publicado por Panini Manga y el primer volumen fue lanzado el 21 de enero de 2015. En Argentina, el manga ha sido licenciado por Ivrea y el primer volumen fue publicado en agosto de 2016.

## Argumento
Hideo Suzuki es un mediocre mangaka de treinta y cinco años que trabaja actualmente como asistente, y que trata desesperadamente de convertirse en el héroe de su propia vida lanzando un manga de éxito, al tiempo que intenta que vaya bien su relación con su novia y que las alucinaciones que sufre al caer la noche no le hagan perder la cabeza. Con el dinero que puede ganar con el manga, quiere comprar una casa para vivir con su novia. Sin embargo, él no se da cuenta de los inicios de una epidemia que convierte a las personas en monstruos sedientos de sangre. Mientras que la infección se está extendiendo a través de Japón, tal vez incluso del mundo, Hideo intenta sobrevivir a la epidemia y ayudar en la destrucción de la sociedad japonesa que ahora es una horda de infectados y los supervivientes que quedan en su mayoría han abandonado toda humanidad.